# Theater of Salvation
Albums de Edguy
Vain Glory Opera The Savage Poetry
Theater of Salvation est le quatrième album studio du groupe de power metal allemand Edguy. Sorti en 1999.

## Composition du groupe
- Tobias Sammet : chant
- Jens Ludwig : guitare et chœurs
- Dirk Sauer : guitare et chœurs
- Tobias Exxel : basse et chœurs
- Felix Bohnke : batterie

## Guests
- Frank Tischer : piano et claviers
- Daniel Gallmarini : piano

## Liste des chansons de l'album
1. The Healin' Vision - 1:11
2. Babylon - 6:10
3. The Headless Game - 5:31
4. Land Of The Miracle - 6:32
5. Wake Up The King - 5:43
6. Fallin' Down - 4:36
7. Arrows Fly - 5:03
8. Holy Shadows - 4:30
9. Another Time - 4:07
10. The Unbeliever - 5:47
11. Theater Of Salvation - 12:25